# Nanożel
Nanożel – typ aerożelu (zmrożonego dymu), izolacji wykorzystywanej głównie w budownictwie i przemyśle paliwowym.
Nanożel jest najlżejszą izolacją na świecie, produkowany jest przez firmę Cabot Corporation, której zakład produkcyjny mieści się we Frankfurcie, Niemcy. Nanożel jest aerożelem, składa się z 95% powietrza, nanopory mają właściwości izolacyjne. Materiał produkowany jest w wielu odmianach od nieprzeźroczystego do przeźroczystego.